# Première trilogie de Star Wars
Trilogie originale
Pour un article plus général, voir Star Wars au cinéma.
 Pour plus de détails, voir Fiche technique et Distribution
La première trilogie de Star Wars ou trilogie originale (Original Trilogy) est une série de trois films de la saga Star Wars créée par George Lucas, sortis entre 1977 et 1983. Elle est produite par Lucasfilm. Cette trilogie est composée des épisodes IV à VI, suit Star Wars, épisode III : La Revanche des Sith, sorti en 2005, et précède Star Wars, épisode VII : Le Réveil de la Force, sorti en 2015, dans la chronologie de la saga.

## La première trilogie

### La Guerre des étoiles
L'intrigue se concentre sur l'Alliance rebelle, une organisation qui tente de détruire la station spatiale nommé l'Étoile de la mort, l'arme absolue de l'Empire galactique. Mêlé malgré lui à ce conflit galactique, le jeune ouvrier agricole Luke Skywalker s'engage au sein des forces rebelles après le massacre de sa famille par des soldats impériaux. Initié aux pouvoirs de la Force par son mentor Obi-Wan Kenobi, trop tôt assassiné par le maléfique Dark Vador, Luke utilise ses nouveaux dons pour tenter de détruire l'Étoile de la mort...

### L'Empire contre-attaque
L'histoire de cet épisode se déroule trois ans après les événements d’Un nouvel espoir. La guerre entre le maléfique Empire galactique et son antagoniste, l’Alliance rebelle, bat son plein. Les héros de l’Alliance Luke Skywalker et Han Solo se séparent après l'attaque et la destruction de la principale base rebelle par l’Empire. Luke part sur la planète Dagobah afin de suivre la formation de Jedi auprès du maître Yoda. Solo tente lui d’échapper à la chasse spatiale que lui mène Dark Vador, l’apprenti de l’Empereur Palpatine.

### Le Retour du Jedi
L'histoire de cet épisode se déroule un an après les événements de L'Empire contre-attaque. Le maléfique Empire galactique construit une nouvelle station spatiale Étoile de la mort pour anéantir définitivement l'Alliance rebelle, son opposition principale. Pour tendre un piège à la flotte ennemie, l'empereur Palpatine se rend sur la station encore vulnérable. Les dirigeants de l'Alliance lancent donc toutes leurs forces à l'assaut ne se doutant pas que la flotte impériale les attend de pied ferme. De son côté, le jeune Jedi Luke Skywalker, l'un des héros de l'Alliance veut sauver son père Dark Vador du côté obscur de la Force et le rallier à sa cause.

## Récapitulatif
Tableau récapitulatif du développement des films de la trilogie originale :
| La Guerre des étoiles | L'Empire contre-attaque | Le Retour du Jedi |                  |
| --------------------- | ----------------------- | ----------------- | ---------------- |
| Réalisation           | George Lucas            | Irvin Kershner    | Richard Marquand |
| Scénario              | George Lucas            | George Lucas      | George Lucas     |
| Scénario              | Lawrence Kasdan         |                   |                  |
| Production            | George Lucas            | George Lucas      | George Lucas     |
| Production            | Gary Kurtz              |                   |                  |
| Production            | Jim Bloom               |                   |                  |
| Production            | Robert Watts            |                   |                  |
| Production            |                         | Howard Kazanjian  |                  |
| Production            | Rick McCallum (1997)    |                   |                  |
| Dates de sortie       | 25 mai 1977             | 21 mai 1980       | 25 mai 1983      |
| Dates de sortie       | 19 octobre 1977         | 20 août 1980      | 19 octobre 1983  |

## Analyse
La trilogie originale met en scène la guerre civile galactique entre l'Empire et l'Alliance rebelle. Pour certains observateurs, cette guerre fictive s'inspire fortement des deux conflits mondiaux du XXe siècle. De plus, le casque de Dark Vador ressemble aux casques allemands Stahlhelm Modèle 16 et Modèle 35 utilisés par l'armée allemande respectivement pendant les Première et Seconde Guerre mondiale. On remarque également une forte ressemblance entre les uniformes des officiers impériaux, plutôt gris ou noir, portant très souvent un calot, avec ceux des Schutzstaffel (SS) et de la Wehrmacht,,. En outre, les officiers de l'Empire sont uniquement âgés, masculins et à peau blanche, contrairement à ceux de la Rébellion parmi lesquels on trouve des femmes et des hommes, Blanc ou Noir et aussi des aliens. L'Empire apparaît donc bien plus fermé à la diversité et à la différence. Enfin, pour Télérama et Le Vent se lève, l'Empire rappelle le fascisme voire l'Allemagne nazie, la Rébellion rappelant quant à elle une organisation prônant plus de libertés comme la démocratie,.